# Вильвенский сельсовет
Вильвенский сельсовет — упразднённое в 2006 году  муниципальное образование в Соликамском районе Пермского края Российской Федерации. Территория ликвидированного сельсовета вошла в состав Касибского сельского поселения.
Административный центр — деревня Вильва.

## История
Вильвенский сельский Совет депутатов трудящихся образован в 1922 году.
Согласно решению Земского собрания Соликамского района № 77 от 19.10.2005 «О ликвидации администраций сельсоветов» с 01.01.2006 Вильвенский сельсовет упразднён, его территория, селения вошли в состав Касибского сельского поселения.

## Состав сельского поселения
| №  | Населённый пункт | Тип населённого пункта          | Население |
| -- | ---------------- | ------------------------------- | --------- |
| 1  | Вильва           | деревня, административный центр | 469       |
| 2  | Елькина          | деревня                         | 3         |
| 3  | Ефремы           | деревня                         | 2         |
| 4  | Зуева            | деревня                         | 2         |
| 5  | Нижний Склад     | посёлок                         | ↘19       |
| 6  | Пегушино         | деревня                         | 46        |
| 7  | Пузаны           | деревня                         | 2         |
| 8  | Пухирева         | деревня                         | 2         |
| 9  | Толстик          | деревня                         | 7         |
| 10 | Тюлькино         | деревня                         | 55        |

В 1954 году в связи с укрупнением Вильвенский и Дубровские сельсоветы образовали единый Вильвенский сельский совет. К Вильвенскому сельсовету перешли населённые пункты упразднённого Дубровского сельского совета: д. Ачас, Поськино, Толстик, Ушаково, Опытное поле.
Решением райисполкома № 69 от 08.04.1984 упразднён Пегушинский сельсовет и образован Тетеринский сельсовет. К Вильвенскому сельсовету отошли населённые пункты: д. Пегушино, д. Елькино, д. Ефремы, Пластинино, Пузаны, Харенки.
В 1986 году в состав входили: с. Вильва, д. Пухирева, Ушакова, Толстик, Зуева, Нижний склад, Опытное поле, Тюлькино, Пегушино, Ефремы, Харёнки, Пузаны, Елькино.

### Упразднённые населённые пункты
В 1978 году, согласно решению райисполкома № 174 от 03.09.1975, в связи с укрупнением населённых пунктов сняты с учёта деревни Свалова и Юрина.
В 1980 году решение райисполкома № 67 от 26.03.1980 исключена д. Дуброва.
В 2009 году упразднены деревня Харенки, в 2015 году — посёлок Опытное Поле.

## Инфраструктура
Действовали предприятия и учреждения:
- ДК с. Вильва,
- клубы в д. Пегушино, д. Тюлькино,
- ФАПы в с. Вильва, Пегушино, Опытное поле,
- ср.школа в с. Вильва, нач.школа в д. Пегушино,
- библиотека с. Вильва,
- интернат с. Вильва;
- Соликамская опытная станция им. В. Н. Прокошева,
- нижний склад Урольского леспромхоза,
- Вильвенское лесничество,
- почта и АТС,
- Вильвенское торговое предприятие,
- совхоз «Химик»,
- детский комбинат.

## Население
На 1986 год численность населения — 953 человек.
На 01.01.1993 в сельсовете проживали 1076 человек, из них в с. Вильва — 761, д. Елькина — 17, д. Ефремы — 20, д. Зуева — 4, п. Н — Склад — 31, п. О.Поле — 90, с. Пегушино — 62, д. Пузаны — 12, д. Пухирева — 1, д. Толстик — 7, д. Тюлькино — 64, д. Хренки — 7.
В 1996 году на территории Вильвенского самоуправления находилось: с. Вильва — 210 хозяйств, 621 чел., д. Пухирева — 1 хозяйствоо, 1 чел., д. Зуева 2 хозяйств, 4 чел., д. Тблькина — 34 хозяйств, 73 чел., д. Толстик — 4 хозяйств, 6 чел., д. Пегушина — 18 хозяйств, 55 чел., д. Ефремы — 13 хозяйств, 22 чел., д. Пузаны — 4 хозяйств, 11 чел., д. Харёнки — 3 хозяйств, 7 чел., д. Елькина — 6 хозяйств, 19 чел., п. Опытное поле — 36 хозяйств, 81 чел., п. Нижний Склад — 9 хозяйств, 25 чел.
На 2006 год, к моменту перехода в состав Касибского сельского поселения, население и домовые хозяйства имели следующую статистику: с. Вильва — 173 хозяйств, 503 чел., д. Елькина — 1 хозяйство, 5 чел., д. Ефремы — 3 хозяйств, 4 чел., д. Зуева — 3 хозяйств, 3 чел., д. Пегушино — 19 хозяйств, 48 чел., д. Пузаны — 2 хозяйств, 2 чел., д. Пухирева — 1 хозяйство, 1 чел., Харёнки — 1 хозяйство, 1 чел., п. Нижний Склад — 8 хозяйств, 22 чел.